# Hjon Čong-hwa
Hjon Čong-hwa, korejsky 현정화, anglický přepis: Hyun Jung-hwa (* 6. října 1969 Pusan) je bývalá jihokorejská stolní tenistka, účastnice letních olympijských her v letech 1988 a 1992, kde vyhrála celkem 3 medaile, 2 ve čtyřhře a 1 ve dvouhře.
V roce 2010 byla jako první jihokorejská stolní tenistka uvedena do Síně slávy Mezinárodní federace stolního tenisu.